# Parsa (Distrikt)
Der Distrikt Parsa (Nepali पर्सा जिल्ला) ist ein Distrikt in Nepal.
Er liegt mit seinem Hauptort Birganj in der Verwaltungszone Narayani. Ein großer Teil des Distriktes im Norden gehört zum Chitwan-Nationalpark.

## Verwaltungsgliederung
Im Distrikt Parsa liegen folgende Städte:
- Birganj
- Pokhariya

Im Distrikt Parsa liegen folgende Village Development Committees (VDCs):
- Alau
- Amarpatti
- Auraha
- Bagahi
- Bagbana
- Bageshwari
- Bahauri Pidari
- Bahurbamatha
- Basadilwa
- Belwa Parsauni
- Beriya Birta
- Bhawanipur
- Bhedihari
- Bhisawa
- Bijbaniya
- Bindyabasini
- Biranchi Barwa
- Biruwa Guthi
- Bisrampur
- Charani
- Deukhana
- Dhaubini
- Gadi
- Gamhariya
- Ghoddauda Pipra
- Ghore
- Hariharpur
- Hariharpur Birta
- Harpataganj
- Harpur
- Jagarnathpur Sira
- Jaimanglapur
- Janikatala
- Jitpur
- Jhauwa Guthi
- Jitpur
- Kauwa Ban Kataiya
- Lahawarthakari
- Lakhanpur
- Lal Parsa
- Langadi
- Lipani Birta
- Madhuban Mathaul
- Mahadevpatti
- Mahuwan
- Mainiyari
- Mainpur
- Mikhampur
- Mirjapur
- Mosihani
- Mudali
- Nagardaha
- Nirchuta
- Nirmal Basti
- Pancharukhi
- Parsauni Birta
- Parsauni Matha
- Patbari Tola-Warwa
- Pidariguthi
- Prasurampur
- Ramgadhawa
- Ramnagari
- Sabaithawa
- Sakhuwa Prasauni
- Samjhauta
- Sankar Saraiya
- Sapauli
- Sedhawa
- Shiva Worga
- Sonbarsa
- Srisiya
- Subarnapur
- Sugauli Birta
- Sugauli Partewa
- Thori
- Tulsi Barba
- Udaypur Dhursi
- Vauratar